# Comandante Nicanor Otamendi
Comandante Nicanor Otamendi is een plaats in het Argentijnse bestuurlijke gebied General Alvarado in de provincie Buenos Aires. De plaats telt 5.977 inwoners.